# Croton odoratus
Croton odoratus là một loài thực vật có hoa trong họ Đại kích. Loài này được Ridl. mô tả khoa học đầu tiên năm 1890.